# Pain of Salvation
Pain of Salvation je švédská kapela vedená Danielem Gildenlöw, který je v kapele hlavní skladatel, textař, kytarista a zpěvák. Kapela staví hudbu na progmetalových základech, ale zároveň se nebojí překračovat hranice k nejrůznějším hudebním žánrům. Pro zvuk Pain of Salvation jsou typické časté přechody mezi těžkými a klidnými pasážemi, široký hlasový rozsah, emoce, polyrytmy, riffující kytary. Doposud bylo každé album koncepční. Textově kapela má tendenci řešit současné problémy jako je sexualita, války, životní prostředí, povahu Boha, lidstvo, naší existenci.

## Koncepce alb
Převzato ze stránek http://fragments.sweb.cz/, autor: Veronika Oppl Archivováno 14. 7. 2014 na Wayback Machine.

### Entropia
Entropia zobrazuje příchod války, zmatek v duši chlapce, který potřebuje otce, ale z toho se stal voják, zachycuje lhostejnost lidí vůči těm, kteří se octli na ulici, šíří pláč zoufalého otce, co prosí Boha, aby zachránil jeho rodinu, nutí společnost, aby si uvědomila, jak nesnesitelnou se stala, snaží se vzbudit proroky, usiluje o záchranu života milované ženy a zároveň přihlíží smrti syna. Není však třeba zemřít, aby se člověk vymanil ze zajetí Entropie (Entropia je název složený ze slov „entropy“, což by se dalo volně přeložit jako „chaos“, a „utopia“). Stačí se snažit a změnit svět.

### One Hour by the Concrete Lake
Podobně jako „Entropia“ i „Concrete Lake“ popisuje obecné problémy světa na příkladě osudu konkrétního člověka, tentokrát však jde skutečně jen o člověka jednoho.
Děj začíná v neznámé zemi, kde právě vypukla válka. Hlavní hrdina sice nebojuje na frontě, ale poznává, že i on, dělník v továrně na zbraně, je vlastně válečný zločinec, neboť napomáhá zabíjení tam venku. Když pro něj toto vědomí začne být nesnesitelné, rozhodne se uniknout a procestuje celý svět, kde se setkává s různými druhy jiných problémů – stává se z něj Poutník hledající svůj Grál.
V písni „Water“ se Poutník ocitá na poušti a setkává se s člověkem, pro nějž je poušť domovem. Když vidí, jak málo vody se dostává pouštním lidem, poprvé si uvědomuje, jak jeho vlastní lidé vodou plýtvají.
Jinde poznává, jak civilizace ničí posvátnou půdu indiánů tím, že v ní ukrývá svůj jaderný odpad (skladby „Home“ a „Black Hills“). V „Shore Serenity“ Poutník stojí na břehu jezera Karachay, kam byl ukládán sovětský jaderný odpad tak dlouho, že zdejší radiace do pár týdnů způsobí smrt každému, kdo u jezera stráví pouhou hodinu. Jezero Karachay bylo později zalito betonem.
Poutníkovo pátrání po Grálu končí ve skladbě „Inside Out“, kdy poznává, že Grál celou dobu sídlil v jeho nitru, jen ho tam neviděl. Teprve nyní také Poutník začíná doopravdy žít, ačkoli ví, že tento život bude velmi brzo ukončen.

### The Perfect Element, Part I
Dokonalý prvek se značně liší od předchozích dvou alb, jak hudebně, tak významově. Tentokrát už nejde o globální problémy, ale intimnější záležitosti lidské psychiky.
Příběh je postaven na setkání a vztahu dvou mladých lidí: on je drogově závislý násilník, ona byla dlouhou dobu sexuálně zneužívána. Od chvíle svého setkání jsou k sobě tito dva přitahováni jakousi nepochopitelnou vnitřní silou, která snad jen napovídá, že toho mají mnoho společného, a tedy patří k sobě. Z přitažlivosti se časem stane láska, ale láska ve své nejbolestnější podobě – on najednou procitne a uvědomí si celou tragédii své minulosti (setkání s ní ho přinutilo potkat sebe samotného) a celý příběh dospěje k chaotickému sebedestruktivnímu závěru, po němž nikomu není jasné, zda hlavní hrdina zemřel nebo nějakým zázrakem přežil.

### Remedy Lane
Dosud nejintimnější album Pain of Salvation. Tentokrát opět (stejně jako v případě The Pefect Elemtent, Part I) nejde o vykreslení globálních problémů, ale o odhalení nejinternějších koutů lidské duše, často je „hlavním hrdinou“ tohoto vyprávění sám Daniel Gildenlöw. Jaké jsou tedy zmíněné záležitosti? Láska, sex, nevěra, sebevražda, potrat, minulost, náboženství a spol. Hlavním externím dějištěm alba je Budapešť.

### BE
Na začátku stojí Bůh, přemýšlí o tom, kde (a kdy) se vzal. A aby svou existenci pochopil, stvoří svět a hlavně lidi, do nichž se také jistým způsobem vtělí a jeho já se rozštěpí do mnoha úlomků. V podstatě se zde objevují tři hlavní složky božího já – Animae (duchovní část – „příroda nestvořená a tvořící“), Imago (lidská, světská a zřejmě fyzická část – „příroda stvořená a netvořící“) a Nauticus (kapitán, nebo chcete-li boží vůle). Animae a Imago s sebou vedou jakýsi boj – když vítězí světskost, lidská bezohlednost a zneužívání světa ve svůj prospěch, Animae se vytrácí, ale jedno já bez druhého nemůže přežít, a tak tento zánik předznamenává zánik samotného Imaga (lidstvo se samo zničí).
Hlavním hrdinou lidského příběhu za obecným dějem alba je Mr. Money, bohatý podnikatel, „zkažená duše“ a nenapravitelný egocentrik, který investuje do vědy, aby se později mohl nechat zmrazit až do okamžiku, kdy bude nesmrtelný. Jenže když se Mr. Money ze svého spánku probudí, zjistí, že jeho rodná planeta je úplně zdevastovaná a kromě něj na ní nezbyla živá duše. A tak se Mr. Money stane vládcem opuštěného světa, stane se Nautikem a celá scéna nápadně připomíná začátek alba. Je tedy Mr. Money (nový) Bůh?
Tento náznak cyklu má napovědět, že existuje určitý vzor vývoje, který je hluboce vryt do všeho, co se děje, a do všeho, co existuje. Nevěříte? Daniel tvrdí, že se to pozná, když si přečtete třicet až padesát knih o různých tématech – a pak zjistíte, že někde hluboko uvnitř existuje společný prvek (něco, co se opakuje?).

### Scarsick
„The Perfect Element, Part II“ v převleku. Podezření, že „Scarsick“ opravdu představuje dlouho očekávanou druhou část konceptu „The Perfect Element“, podnítily mezi fanoušky názvy písní, které se na albu měly objevit: Kingdom of Loss, Idiocracy, … Potvrzením však byl teprve obal vydaného alba, ve kterém figuruje výše uvedený podtitul a kde najdeme i další reference k první části TPE. Sám Daniel posléze vše osvětlil v rozhovorech. Kapela si přála, aby album fungovalo také jako samostatné dílo a soběstačný koncept, a nechtěla, aby se posluchači o desku zajímali jenom proto, že jde o druhou část jiné úspěšné nahrávky. Proto přistoupili na trik s novým titulem. Faktem je, že Scarsick se velmi liší od toho, jak Daniel TPE II původně plánoval. První část konceptu se věnovala převážně mužské postavě, nazvané prostě „He“ (On), a druhá část se podle Danielových slov měla orientovat na „She“ (Ona) – ženskou hrdinku zneužívanou otcem, s níž jsme se seznámili například ve skladbách „In the Flesh“ či „Ashes“. Jenže „Scarsick“ nadále sleduje osudy „He“.
Je to album značně agresivní, naštvané, nevybíravé, co se týče výrazů (přemíra „fuck“ v „Cribcaged“) i obrazů v textech („Disco Queen“ popisuje metaforickou formou „špinavý“ sexuální styk – hrdina přirovnává děvče, které sbalil na tanečním parketu, ke gramofonové desce, kterou „přehrává z obou stran“, „jeho jehla projíždí její drážky“ atd.), a do jisté míry také politické (skladba „America“). S hlavním hrdinou se poprvé setkáváme v okamžiku, kdy po psychickém zhroucení ve skladbě „The Perfect Element“ přichází k sobě ve svém pokoji. Hraje zde televize přinášející obrazy dnešního světa a během prvních skladeb alba „Scarsick“ sledujeme, jak se tyto obrazy odrážejí v hrdinově nitru. Vnitřním psychickým stavem „He“, jeho prožitky a „bojem“ se společností, do níž v žádném případě nezapadá a pro niž je deviantním jedincem, se zabývá druhá polovina alba, aby vše kulminovalo ve skladbě „Enter Rain“, ve které „He“ sedm let po událostech první části příběhu skáče z vysoké budovy a dobrovolně svět opouští.
„Scarsick“ vyvolal mezi fanoušky kontroverzní reakce, mnozí jej považují za zklamání, jiní uvítali opětovné přitvrzení a někteří nepřekousli osmiminutový pátý track, kombinující metal s disko rytmy. Do historie kapely se ale zapíše jako jedno z prodejně nejúspěšnějších alb.

### Road Salt
(z rozhovoru s Danielem pro magazín Spark)
„Dějová linie je nejnejasnější ze všech našich alb. Spíše se tu odvíjejí paralelní příběhy. A když pronikneš do všech, pochopíš, že jsou naladěny na stejnou frekvenci. Sledují různé projevy jediného emotivního vzorku. Pracuji s myšlenkou, že všechno, co prožíváme, může být připodobněno cestě. Kráčíme po ní a dostáváme se k důležitým křižovatkám, kdy jsme postaveni před těžkou volbu. Dostáváme se ke klíčovým bodům, kdy prožijeme něco, co nás definitivně změní, případně nám zprostředkuje novou perspektivu cesty, kterou jsme do daného okamžiku ušli. Všechny sklady prezentují klíčové body v životě různých lidí. A všechny tyto okamžiky vypovídají o tom, jakou zodpovědnost obnáší být lidskou bytostí. Za každý krok, který podnikneme, se platí. Otázkou je, zda cena za to je přiměřená, nebo je lepší nechat všechno tak, jak je. Je třeba vždycky najít rovnováhu mezi cílem a cenou za jeho dosažení.“

### In the Passing Light of Day
Kapela se na albu vrací ke svým tvrdším začátkům, což prý částečně ovlivnily těžké životní zkušenosti lídra Daniela Gildenlöwa.
„Co začalo jako nepříjemná infekce, se náhle, během pár pouhých hodin, proměnilo ve vážné riziko, že zemřu,“ popisuje svou streptokokovou anabázi, která ho přivedla až na operační sál a ke čtyřem měsícům stráveným v nemocnici. Ne celé album však je temné. „To album zachycuje také krásu přechodu, krásu nevyhnutelného. A také naději v zítřek, naději na změnu, bez ohledu na to, jak křehká nebo naivní může být.“
Daniel v jednom komentáři na facebooku prozradil, že pro album dlouho používal podtitul Remedy Lane II . V několika písničkách najdeme několik odkazů právě na Remedy Lane – například opakující se fráze a melodie Ending Theme v posledních dvou skladbách.

## Sestava skupiny

### Současní členové
- Daniel Gildenlöw: zpěv, kytara (1984–)
- Johan Hallgren: kytara, zpěv (1998–2011) (2017–)
- Léo Margarit: bicí, vokály (2007–)
- Daniel Karlsson: klávesy, vokály (2011–)

Pro turné:
- Per Schelander: baskytara, vokály (2008–2010)
- Daniel Karlsson: baskytara, vokály (2011)
- Roger Öjersson: kytara, vokály (2013)
- Clay Withrow : kytara, vokály (2014)

### Bývalí členové
- Gustaf Hielm: baskytara, vokály (1992–1994) (2011–2020)
- Ragnar Zolberg: kytara, zpěv (2012–2013) (2014–2017)
- Fredrik Hermansson: klávesy (1996–2011)
- Simon Andersson: basová kytara, vokály (2007–2008)
- Johan Langell: bicí, vokály (1989–2007)
- Kristoffer Gildenlöw: basová kytara, violoncello, vokály (1994–2006)
- Daniel Magdic: kytara, vokály (1987–1997)
- Magnus Johansson: basová kytara (1990–1992)
- Joakim Strandberg: basová kytara (1984–1990)
- Mikael Pettersson: bicí (1984–1990)

## Diskografie

### Studiová alba
| Rok  | Detaily                                               | Umístění v žebříčku | Umístění v žebříčku | Umístění v žebříčku |
| Rok  | Detaily                                               | SWE                 | FIN                 | FRA                 |
| ---- | ----------------------------------------------------- | ------------------- | ------------------- | ------------------- |
| 1997 | Entropia - Vydání: srpen 1997                         | —                   | —                   | —                   |
| 1998 | One Hour by the Concrete Lake - Vydání: červenec 1998 | —                   | —                   | —                   |
| 2000 | The Perfect Element, Part I - Vydání: 31. říjen 2000  | —                   | —                   | —                   |
| 2002 | Remedy Lane - Vydání: únor 2002                       | —                   | —                   | —                   |
| 2004 | BE - Vydání: září 2004                                | —                   | —                   | —                   |
| 2007 | Scarsick - Vydání: 22. ledna 2007                     | 6                   | —                   | 155                 |
| 2010 | Road Salt One - Vydání: 2010                          | 17                  | 41                  | 129                 |
| 2011 | Road Salt Two - Vydání: 2011                          | 24                  | 32                  | 195                 |
| 2014 | Falling Home - Vydání: 2014                           | —                   | —                   | —                   |
| 2017 | In the Passing Light of Day - Vydání: 13. ledna 2017  | —                   | —                   | —                   |
| 2020 | Panther - Vydání: 28. srpna 2020                      | —                   | —                   | —                   |

### Live
- 12:5 (2004)
- BE – Original Stage Production (2005)
- Ending Themes (On the Two Deaths of Pain of Salvation) (2009)
- Remedy Lane Re:Lived (2016)

### DVD
- BE – Original Stage Production (2005)
- Ending Themes (2009)

### EP
- Ashes (2000)
- Linoleum (2009)

### Demo
- Repent (1991–1992)
- Unknowing (1993)
- Hereafter (1996)